# Суму-ла'ел
Суму-ла'ел (Суму-ла-ілу) (д/н — 1845 до н. е.) — 2-й цар Вавилона близько 1883/1881—1845 років до н. е. (за короткою хронологією — 1817—1781 до н. е.).

## Життєпис
Походив з I Вавилонської (Аморейської) династії. Син царя Суму-абума. Продовжив зовнішню і внутрішню політику попередника. Спочатку виступив проти Алумбіума, царя Маради. В кінці свого 2-го або початку 3-го року завдав супротивникові поразки, але потім сам був переможений, а Алумбіуму захопив Дільбат. Невдачі у війні Суму-ла'ела змусили обнести на 4-му році правління Вавилон новою фортечною стіною. На 6-му році вавилонські війська відвоювали Дільбат. Втім між 8 і 10 роками Суму-ла'ел знову зазнав поразки й вдруге втратив Дільбат. На 11 році свого володарювання вавилонський цар обсотано повернув собі Дільбат. 
На 12-му році завоював важливе місто-державу Кіш. Невдовзі Суму-нумхім, цар Мараду, визнав зверхність Вавилону. В результаті став контролювати значну частину центру Міжріччя. 
17-го року проти нього повстав Яхцир'ел, цар міста Казаллу. На 18-й рік проти вавилонського царя повсталом істо Кіш. Суму-ла'ел зумів швидко приборкати повстання в останнього. В якості покарання зруйнував стіни Кіша. Лише на 24-му році Яхцір'ела було переможено, а в містах Казаллу, Халамбу, Куту, Анзакар і Барзах поставлено вавилонських намісників. Водночас місто Сіппар не наважився чинити опір Вавилону і уклав з ним союз. Суму-ла'ел посадив там правителем свого сина Сабіума і обгородив Сиппар валом. У 28-рік зайняв, ймовірно без особливого спротиву, місто Борсіппа.
Союзні відносини були налагоджені з містом-державою Урук. Для їх закріплення влаштовано шлюб між донькою вавилонського царя в урукським енсі Сін-кашіда, амореєм за походженням. Це дозволило посилити вплив в Шумері. Вавилонське військо близько підступало до Ісіна і Ніппур, погрожуючи лугалю Енліль-бані. Наприкінці панування (за декілька років до смерті) вступив у конфлікт з Сін-іддінамом, царем Ларси, за долині Діяли, але зазнав поразки.
У внутрішній політиці продовжив розбудову іригаційної системи, прокладання шляхів та зведення храмів. В Кіші відбудував або перебудував храм бога Забаба. У Вавилоні запланував або розпочав зведення храму Мардука. Також відновив 6 фортець, зокрема Дімті-Енліль.
Крім того, для зменшення соціального напруги провів скасування боргів і недоїмок. З метою зміцнення становища своєї династії та Вавилона як центра царства поширив культ Мардука. Наказав зробити для останнього і богині Сарпаніт трони з золота і золоті ковчеги.
Йому спадкував син Сабіум.